# Liste des saints du XVIe siècle

Cette liste concerne les saints et les bienheureux, reconnus comme tels par l'Église catholique, ayant vécu au XVIe siècle.

## Années 1500

### Année 1501
| No. | Image      | Nom                           | Dates     | Informations                                        |
| --- | ---------- | ----------------------------- | --------- | --------------------------------------------------- |
| 1.  | sans cadre | Bienheureuse Colombe de Rieti | 1467-1501 | Mystique italienne membre du tiers-ordre dominicain |

### Année 1503
| No. | Image      | Nom                            | Dates     | Informations                                       |
| --- | ---------- | ------------------------------ | --------- | -------------------------------------------------- |
| 1.  | sans cadre | Bienheureux Bernardin de Fosse | 1420-1503 | Religieux franciscain italien, historien et ascète |

### Année 1505
| No. | Image      | Nom                            | Dates     | Informations                                                       |
| --- | ---------- | ------------------------------ | --------- | ------------------------------------------------------------------ |
| 1.  | sans cadre | Sainte Jeanne de France        | 1464-1505 | Princesse et Reine de France, fondatrice des Sœurs de l'Annonciade |
| 2.  | sans cadre | Bienheureuse Osanna de Mantoue | 1449-1505 | mystique italienne stigmatisée membre du tiers-ordre dominicain    |

### Année 1507
| No. | Image      | Nom                     | Dates     | Informations                                                            |
| --- | ---------- | ----------------------- | --------- | ----------------------------------------------------------------------- |
| 1.  | sans cadre | Saint François de Paule | 1416-1507 | Religieux ermite italien, thaumaturge, fondateur de l'ordre des Minimes |

## Années 1510

### Année 1510
| No. | Image      | Nom                       | Dates     | Informations                               |
| --- | ---------- | ------------------------- | --------- | ------------------------------------------ |
| 1.  | sans cadre | Sainte Catherine de Gênes | 1447-1510 | Mystique italienne, tertiaire franciscaine |

## Années 1520

### Année 1520
| No. | Image | Nom                          | Dates     | Informations                                   |
| --- | ----- | ---------------------------- | --------- | ---------------------------------------------- |
| 1.  |       | Bienheureuse Hélène Duglioli | 1472-1520 | Laïque italienne, épouse et mère, bienfaitrice |

### Année 1521
| No. | Image      | Nom                                           | Dates     | Informations                                          |
| --- | ---------- | --------------------------------------------- | --------- | ----------------------------------------------------- |
| 1.  | sans cadre | Bienheureux Dominique Spadafora               | 1450-1521 | Prêtre dominicain italien                             |
| 2.  | sans cadre | Bienheureuse Marguerite de Lorraine-Vaudémont | 1463-1521 | Duchesse d'Alençon, bienfaitrice, religieuse clarisse |

### Année 1524
| No. | Image      | Nom                                     | Dates     | Informations                            |
| --- | ---------- | --------------------------------------- | --------- | --------------------------------------- |
| 1.  | sans cadre | Bienheureuse Camilla Battista da Varano | 1458-1524 | Religieuse clarisse italienne, mystique |

### Année 1529
| No. | Image      | Nom                        | Dates            | Informations                                              |
| --- | ---------- | -------------------------- | ---------------- | --------------------------------------------------------- |
| 1.  | sans cadre | Saintq Martyrs de Tlaxcala | env. 1514 - 1529 | Christophe, Antoine et Jean martyrs à Tlaxcala au Mexique |

## Années 1530

### Année 1533
| No. | Image      | Nom                             | Dates     | Informations                                          |
| --- | ---------- | ------------------------------- | --------- | ----------------------------------------------------- |
| 1.  | sans cadre | Bienheureuse Ludovica Albertoni | 1473-1533 | Veuve italienne, bienfaitrice, tertiaire franciscaine |

### Année 1535
| No. | Image      | Nom                    | Dates     | Informations                                                       |
| --- | ---------- | ---------------------- | --------- | ------------------------------------------------------------------ |
| 1.  | sans cadre | Saint Augustin Webster | † 1535    | Religieux chartreux britannique, martyr                            |
| 2.  | sans cadre | Saint Jean Houghton    | 1486-1535 | Prêtre chartreux britannique, martyr                               |
| 3.  | sans cadre | Saint Robert Lawrence  | 1485-1535 | Religieux chartreux britannique, martyr                            |
| 4.  | sans cadre | Saint Thomas More      | 1478-1535 | Chancelier de la Cour britannique, philosophe et humaniste, martyr |

### Année 1537
| No. | Image      | Nom                  | Dates     | Informations                                               |
| --- | ---------- | -------------------- | --------- | ---------------------------------------------------------- |
| 1.  | sans cadre | Saint Jérôme Emilien | 1481-1597 | Prêtre italien, fondateur des Clercs réguliers de Somasque |

### Année 1539
| No. | Image      | Nom                          | Dates     | Informations                                        |
| --- | ---------- | ---------------------------- | --------- | --------------------------------------------------- |
| 1.  | sans cadre | Saint Antoine-Marie Zaccaria | 1502-1539 | Prêtre italien, fondateur de l'ordre des Barnabites |
| 2.  | sans cadre | Saint Jean Stone             | † 1539    | Prêtre augustin britannique, martyr                 |

## Années 1540

### Année 1546
| No. | Image      | Nom                | Dates     | Informations                                                                  |
| --- | ---------- | ------------------ | --------- | ----------------------------------------------------------------------------- |
| 1.  | sans cadre | Saint Pierre Favre | 1506-1546 | Prêtre français, cofondateur de la Compagnie de Jésus, missionnaire en Europe |

### Année 1547
| No. | Image      | Nom                                 | Dates     | Informations                                      |
| --- | ---------- | ----------------------------------- | --------- | ------------------------------------------------- |
| 1.  | sans cadre | Saint Gaétan de Thiène              | 1480-1547 | Prêtre italien, fondateur de l'Ordre des Théatins |
| 2.  | sans cadre | Bienheureuse Catherine de Racconigi | 1486-1547 | tertiaire dominicaine italienne                   |

### Année 1548
| No. | Image      | Nom                              | Dates     | Informations                                                             |
| --- | ---------- | -------------------------------- | --------- | ------------------------------------------------------------------------ |
| 1.  | sans cadre | Saint Juan Diego Cuauhtlatoatzin | 1474-1548 | Indigène indien ayant assisté aux apparitions de Notre-Dame de Guadalupe |

## Années 1550

### Année 1550
| No. | Image      | Nom                | Dates     | Informations                                           |
| --- | ---------- | ------------------ | --------- | ------------------------------------------------------ |
| 1.  | sans cadre | Saint Jean de Dieu | 1495-1550 | Religieux portugais, fondateur des Frères hospitaliers |

### Année 1552
| No. | Image      | Nom                   | Dates     | Informations                                                       |
| --- | ---------- | --------------------- | --------- | ------------------------------------------------------------------ |
| 1.  | sans cadre | Saint François Xavier | 1506-1552 | Prêtre jésuite espagnol, missionnaire en Inde et en Extrême-Orient |

### Année 1555
| No. | Image      | Nom                        | Dates     | Informations          |
| --- | ---------- | -------------------------- | --------- | --------------------- |
| 1.  | sans cadre | Saint Thomas de Villeneuve | 1486-1555 | Archevêque de Valence |

### Année 1556
| No. | Image      | Nom                    | Dates     | Informations                                        |
| --- | ---------- | ---------------------- | --------- | --------------------------------------------------- |
| 1.  | sans cadre | Saint Ignace de Loyola | 1491-1556 | Prêtre espagnol, fondateur de la Compagnie de Jésus |

## Années 1560

### Année 1562
| No. | Image      | Nom                      | Dates     | Informations |
| --- | ---------- | ------------------------ | --------- | --- |
| 1.  | sans cadre | Saint Pierre d'Alcantara | 1499-1562 | Prêtre franciscain espagnol, initiateur de la réforme des franciscains et des carmélites dans la spiritualité des déchaussés. |

### Année 1568
| No. | Image      | Nom                    | Dates     | Informations            |
| --- | ---------- | ---------------------- | --------- | ----------------------- |
| 1.  | sans cadre | Saint Stanislas Kostka | 1550-1568 | Novice jésuite polonais |

### Année 1569
| No. | Image      | Nom                       | Dates     | Informations                                                      |
| --- | ---------- | ------------------------- | --------- | ----------------------------------------------------------------- |
| 1.  | sans cadre | Saint Jean d'Avila        | 1499-1569 | Prêtre espagnol et docteur de l'Église.                           |
| 1.  | sans cadre | Bienheureux Marcos Criado | 1522-1569 | Prêtre espagnol de l'Ordre des Trinitaires. Martyr en Andalousie. |

## Années 1570

### Année 1570
| No. | Image | Nom                     | Dates  | Informations          |
| --- | ----- | ----------------------- | ------ | --------------------- |
| 1.  |       | Bienheureux John Felton | † 1570 | Noble anglais, martyr |

### Année 1572
| No. | Image      | Nom                      | Dates     | Informations            |
| --- | ---------- | ------------------------ | --------- | ----------------------- |
| 1.  | sans cadre | Saint François Borgia    | 1510-1572 | Prêtre jésuite espagnol |
| 2.  | sans cadre | Saints Martyrs de Gorcum | † 1572    | Martyrs néerlandais     |
| 3.  | sans cadre | Saint Pie V              | 1504-1572 | Pape                    |
| 3.  | sans cadre | Bienheureux Thomas Percy | 1528-1572 | Noble anglais, martyr   |

### Année 1577
| No. | Image      | Nom                              | Dates     | Informations                    |
| --- | ---------- | -------------------------------- | --------- | ------------------------------- |
| 1.  | sans cadre | Saint Cuthbert Mayne             | 1544-1577 | Prêtre britannique, martyr      |
| 2.  | sans cadre | Sainte Marie-Bartholomée Bagnesi | 1514-1577 | Tertiaire dominicaine italienne |

## Années 1580

### Année 1581
| No. | Image      | Nom                    | Dates     | Informations                                          |
| --- | ---------- | ---------------------- | --------- | ----------------------------------------------------- |
| 1.  | sans cadre | Saint Alexandre Briant | 1556-1581 | Prêtre jésuite britannique, martyr                    |
| 2.  | sans cadre | Saint Edmond Campion   | 1540-1581 | Prêtre jésuite britannique, martyr                    |
| 3.  | sans cadre | Saint Louis Bertrand   | 1526-1581 | Prêtre Dominicains espagnol, missionnaire en Colombie |

### Année 1582
| No. | Image      | Nom                                            | Dates     | Informations |
| --- | ---------- | ---------------------------------------------- | --------- | --- |
| 1.  |            | Saint John Payne                               | 1532-1582 | Prêtre britannique, martyr                                                                                      |
| 2.  |            | Saint Lawrence Richardson                      | † 1582    | Martyr britannique                                                                                              |
| 3.  | sans cadre | Saint Luke Kirby                               | 1549-1582 | Prêtre britannique, martyr                                                                                      |
| 4.  | sans cadre | Sainte Thérèse d'Avila                         | 1515-1582 | Religieuse espagnole, réformatrice et fondatrice de l'Ordre des Carmes déchaux, mystique et docteur de l'Église |
| 5.  |            | Bienheureux Thomas Ford et ses deux compagnons | † 1582    | Prêtres britanniques, martyrs                                                                                   |

### Année 1583
| No. | Image      | Nom                                                     | Dates     | Informations                                              |
| --- | ---------- | ------------------------------------------------------- | --------- | --------------------------------------------------------- |
| 1.  | sans cadre | Saint Nicolás Factor                                    | 1520-1583 | Prêtre franciscain italien                                |
| 2.  | sans cadre | Bienheureux Rodolphe Acquaviva et ses quatre compagnons | † 1583    | Prêtres jésuites italiens, missionnaires en Inde, martyrs |
| 3.  |            | Bienheureux John Bodey                                  | 1549-1583 | Juriste et théologien britannique, martyr                 |
| 4.  |            | Bienheureux Richard Thirkeld                            | † 1583    | Prêtre britannique, martyr                                |
| 5.  |            | Bienheureux John Slade                                  | † 1583    | Laïc britannique, martyr                                  |
| 6.  |            | Bienheureux William Hart                                | 1558-1583 | Prêtre britannique, martyr                                |

### Année 1584
| No. | Image      | Nom                                                 | Dates     | Informations                                 |
| --- | ---------- | --------------------------------------------------- | --------- | -------------------------------------------- |
| 1.  | sans cadre | Saint Charles Borromée                              | 1538-1584 | Cardinal archevêque de Milan                 |
| 2.  |            | Bienheureux Dermot O'Hurley                         | 1530-1584 | Archevêque irlandais, martyr                 |
| 3.  |            | Bienheureux Edward Osbaldeston                      | 1560-1584 | Prêtre britannique, martyr                   |
| 4.  |            | Bienheureux Evrard Hanse                            | † 1584    | Prêtre britannique, martyr                   |
| 5.  |            | Bienheureux George Haydock et ses quatre compagnons | † 1584    | Prêtres britanniques, martyrs                |
| 6.  |            | Saint Guillaume Carter                              | † 1584    | Laïc britannique, martyr                     |
| 7.  |            | Bienheureux Jacques Bell                            | † 1584    | Prêtre britannique, martyr                   |
| 8.  |            | Bienheureux Jean Finch                              | † 1584    | Époux et père de famille britannique, martyr |
| 9.  |            | Bienheureuse Margaret Ball                          | 1515-1584 | Veuve irlandaise, martyre                    |
| 10. | sans cadre | Bienheureux Richard Gwyn                            | 1537-1584 | Professeur britannique, martyr               |

### Année 1586
| No. | Image      | Nom                         | Dates     | Informations                                   |
| --- | ---------- | --------------------------- | --------- | ---------------------------------------------- |
| 1.  | sans cadre | Sainte Marguerite Clitherow | 1556-1586 | Épouse et mère de famille britannique, martyre |

### Année 1588
| No. | Image      | Nom                    | Dates     | Informations                |
| --- | ---------- | ---------------------- | --------- | --------------------------- |
| 1.  | sans cadre | Sainte Marguerite Ward | 1510-1588 | Laïque britannique, martyre |

### Année 1589
| No. | Image      | Nom                  | Dates     | Informations                                                         |
| --- | ---------- | -------------------- | --------- | -------------------------------------------------------------------- |
| 1.  | sans cadre | Saint Benoît le More | 1526-1589 | Né d'esclaves africains en Italie, ermite puis religieux franciscain |

## Années 1590

### Année 1590
| No. | Image      | Nom                           | Dates     | Informations                                                                          |
| --- | ---------- | ----------------------------- | --------- | ------------------------------------------------------------------------------------- |
| 1.  | sans cadre | Saint Barthélemy des Martyrs  | 1514-1590 | Religieux dominicain portugais, archevêque de Braga, participant au concile de Trente |
| 2.  | sans cadre | Sainte Catherine de Ricci     | 1522-1590 | Tertiaire dominicaine italienne, mystique                                             |
| 3.  |            | Bienheureux Christopher Bales | 1564-1590 | Prêtre anglais, martyr                                                                |
| 4.  |            | Bienheureux Nicolas Horner    |           | Martyr anglais                                                                        |

### Année 1591
| No. | Image      | Nom                    | Dates     | Informations                                                                       |
| --- | ---------- | ---------------------- | --------- | ---------------------------------------------------------------------------------- |
| 1.  | sans cadre | Saint Edmund Gennings  | 1567-1591 | Prêtre britannique, martyr                                                         |
| 2.  | sans cadre | Saint Jean de la Croix | 1542-1591 | Prêtre espagnol, réformateur de l'Ordre du Carmel, mystique et docteur de l'Église |
| 3.  |            | Saint Polydore Plasden | 1563-1591 | Prêtre britannique, martyr                                                         |

### Année 1592
| No. | Image      | Nom                   | Dates     | Informations                                                |
| --- | ---------- | --------------------- | --------- | ----------------------------------------------------------- |
| 1.  | sans cadre | Saint Alexandre Sauli | 1534-1592 | Religieux Barnabite et évêque d'Aléria, apôtre de la Corse. |

### Année 1595
| No. | Image      | Nom                           | Dates     | Informations                                               |
| --- | ---------- | ----------------------------- | --------- | ---------------------------------------------------------- |
| 1.  | sans cadre | Saint Henry Walpole           | 1558-1595 | Prêtre jésuite britannique, martyr                         |
| 2.  | sans cadre | Saint Philip Howard           | 1557-1595 | Noble britannique, comte d'Arundel, martyr                 |
| 3.  | sans cadre | Saint Robert Southwell        | 1561-1595 | Prêtre jésuite britannique, martyr                         |
| 4.  | sans cadre | Saint Philippe Néri           | 1515-1595 | Prêtre italien, fondateur de la Congrégation de l'Oratoire |
| 5.  |            | Bienheureux Alexandre Rawlins | 1560-1595 | Prêtre anglais martyr                                      |

### Année 1597
| No. | Image      | Nom                                             | Dates     | Informations                                                           |
| --- | ---------- | ----------------------------------------------- | --------- | ---------------------------------------------------------------------- |
| 1.  |            | Saint Antoine Deynan                            | 1584-1597 | Jeune laïc japonais, martyr                                            |
| 2.  |            | Saint Bonaventure de Meaco                      | † 1597    | Catéchiste japonais, martyr                                            |
| 3.  |            | Bienheureux Christophe Robinson                 | 1565-1597 | Prêtre britannique, martyr                                             |
| 4.  |            | Bienheureux Guillaume, Henri, Thomas et Édouard |           |                                                                        |
| 5.  | sans cadre | Saint José de Anchieta                          | 1534-1597 | Prêtre jésuite espagnole, missionnaire au Brésil                       |
| 6.  |            | Saint Louis Ibaraki                             | 1585-1597 | Jeune laïc japonais, martyr                                            |
| 7.  |            | Bienheureux Pablo de Maria                      | † 1597    | Religieux dominicain espagnol                                          |
| 8.  | sans cadre | Saint Paul Miki                                 | 1564-1597 | Séminariste jésuite japonais, martyr.                                  |
| 9.  | sans cadre | Saint Philippe de Jésus                         | † 1597    | Religieux franciscain mexicain, martyr au Japon                        |
| 10. | sans cadre | Saint Pierre Canisius                           | 1521-1597 | Prêtre jésuite néerlandais, prédicateur en Europe, Docteur de l'Église |
| 11. |            | Bienheureux Robert Salt                         | † 1597    | Religieux chartreux britannique, martyr                                |